# Hampala dispar
Hampala dispar és una espècie de peix cipriniforme de la família dels ciprínids.

## Morfologia
Els mascles poden assolir els 35 cm de longitud total.

## Distribució geogràfica
És un endemisme del riu Mekong.